# Ушверідзе Овсій Іларіонович
Овсій Іларіонович Ушверідзе (4 листопада 1884 — 1960) — грузинський дипломат. Консул Грузії в Одесі (Українська Держава) (1918—1921).

## Життєпис
Народився 4 листопада 1884 року в селищі Нанейгівілс Сегулі Озургетського повіту Кутаїської губернії. Середню освіту здобув у Елісаветпільській чоловічій гімназії. У 1907—1912 рр. здобув вищу освіту на юридичному факультеті Новоросійського університету в Одесі. Під час навчання брав участь у студентському русі, про що свідчить запит поліції про нього в канцелярію університету. З'ясувалося, що він листувався з ув'язненими студентами, а можливо, належав і до Центрального органу студентів. У його квартирі було проведено обшук. Після завершення навчання працював помічником присяжного повіреного.
Брав участь як помічник присяжного повіреного в судовому процесі 11 грудня 1913 р., де розглядалося питання створення грузинськими студентами «Національної студентської грузинської партії». У березні 1914 р. О. Ушверідзе, М. Джугелі, С. Аваліані, Я. Мосешвілі — ординатори клініки при Новоросійському університеті лікарі Семен Микифорович Кіпшидзе, Микола Савелович Кахіані, Михайло Караманович Цецхладзе — клопотали про відкриття в Одесі грузинського товариства «Сакартвело».

## Консульська діяльність
У 1918—1921 рр. — працював Генеральним консулом Грузії в Одесі. На початку вересня 1918 р. у Києві почало функціонувати дипломатичне представництво Грузії. Послом призначений Віктор Васильович Тевзая.
Генеральне консульство Грузії в Одесі на чолі з генеральним консулом Овсієм Ушверідзе було засновано 11 вересня 1918 р.
Головні завдання консульства полягали у наданні допомоги військовополоненим грузинам та представникам інших національностей, а також у налагодженні торгівельних відносин між Україною та Грузією. У веденні консульства була не лише Одеса, але й Одеська округа.
Консульство забезпечувало всіх охочих візами на проїзд до Грузії. Зусиллями консульства лише наприкінці 1918—1919 р. з Одеси було вивезено 10 000 громадян Грузії, з них 1000 росіян. 11 вересня 1919 р. разом із іншими працівниками Грузинського консульства, виїхав до Грузії на спеціально зафрахтованому для них моторно-вітрильному судні. Через три місяці Овсій Ушверідзе повернувся до Одеси. У січні 1920 — лютому 1921 р. він очолював «Особливу економічну місію Грузинської демократичної Республіки на півдні Росії та в Румунії».

## Арешт та заслання
Після укладення мирного договору між Грузією та УРСР Овсій Ушверідзе просив дозволу на підняття грузинського прапора над консульством. Ці успіхи були зведені нанівець після комуністичної окупації Грузії. 25 лютого 1921 року більшовики захопили Грузію. 8 березня 1921 року йому оголосити про домашній арешт. Напередодні подібним чином було заарештовано в Харкові консула Костянтина Цагарелі.
Овсій Ушверідзе був засланий разом з родиною у місто Каптан (Тверська область). У другій половині 1930-х років йому пригадали його минуле, заарештували та відправили на цей раз подалі Кашина».
7 лютого 1942 р. його заарештували, а 11 грудня 1942 р. військовим трибуналом військ Народного комісаріату внутрішніх справ (НКВС) засудили до найвищої кари.
20 серпня 1943 р. вирок був замінений на 10 років позбавлення волі. Овсій Ушверідзе відбував ув'язнення в «Північному залізничному таборі НКВС» на крайньому північному сході Європейської частини Росії. Військовою колегією Верховного суду у грудні 1943 р. справу було припинено. 
З таборів він звільнився на початку 1950-х років. Після цього мешкав у Тбілісі, працював в арбітражному суді.
Помер у Тбілісі близько 1960 року.

## Сім'я
- Батько — Іларіон Миколайович Ушверідзе
- Мати — Ліса Леванівна Ушверідзе
- Дружина — Катерина Василівна Дуриліна (1887), закінчила природниче відділення фізико-математичного факультету Одеських вищих жіночих курсів.
- Донька — Лапі (24 червня 1915), художниця.
- Правнук — Георгій Рюріков.
- Друга дружина — Тамара Георгіївна Дадіан